# Gunnlaugur Scheving
Gunnlaugur Scheving (ur. 8 czerwca 1904 w Reykjavíku, zm. 9 września 1972 tamże) – islandzki malarz. 

## Życiorys
W latach 1921–1922 uczęszczał do prywatnej szkoły rysunku w Reykjaviku, a w latach 1925–1930 studiował w Królewskiej Duńskiej Akademii Sztuk w Kopenhadze. Po raz pierwszy zwrócił na siebie uwagę w 1930 wielkoformatowym obrazem The Skiff (1929), będącym surowym portretem dwóch rybaków w łodzi. Obraz łączył w sobie realistyczną konstrukcję i stonowane kolory dziewiętnastowiecznego naturalizmu z ekspresjonistycznym detalem. Był też zapowiedzią późniejszych epickich obrazów islandzkich rybaków i rolników z lat 50. i 60. XX wieku.
Współcześnie dzieła Gunnlaugura Schevinga wystawiano w wielu kluczowych galeriach i muzeach sztuki. Najwyższą od 2017 cenę 26.682 dolarów uzyskano ze sprzedaży w 2019 jego obrazu Fishermen at sea, Iceland (ok. 1965), w domu aukcyjnym Bruun Rasmussen Bredgade w Kopenhadze.

## Twórczość
Gunnlaugur stosował ciepłą i liryczną paletę, przywodzącą na myśl twórczość Bonnarda. Od lat czterdziestych łączył ten malarski liryzm z rozbudowaną strukturą figuratywną, wywodzącą się częściowo z późnej twórczości Picassa. W ten sposób wyrażał swoje islandzkie dziedzictwo kulturowe w idiomie z XX wieku. 
Malował głównie sceny rodzajowe z życia codziennego Islandczyków. Były to najczęściej obrazy morskie, przedstawiające łowienie ryb jako heroiczną walkę z żywiołami (Hulling in the Shark, 1967) oraz sceny pastoralne, emanujące ciszą typową dla wczesnej europejskiej sztuki religijnej (Summer Evening, 1965). 

## Wybrane wystawy grupowe
(wg źródła)
- 2014 – „Reykjavík, Town, Structure”, Muzeum sztuki w Reykjavíku – Kjarvalsstadir
- 2011 – „Jór! Horses in Icelandic Art”, Muzeum sztuki w Reykjavíku – Hafnarhús